# Балем на Марни
Балем на Марни (фр. Balesmes-sur-Marne) насеље је и општина у североисточној Француској у региону Шампањ-Арден, у департману Горња Марна која припада префектури Лангр.
По подацима из 2011. године у општини је живело 251 становника, а густина насељености је износила 19,81 становника/km². Општина се простире на површини од 12,67 km². Налази се на средњој надморској висини од 370 метара.

## Демографија
| 1962. | 1968. | 1975. | 1982. | 1990. | 1999. | 2011. |
| ----- | ----- | ----- | ----- | ----- | ----- | ----- |
| 222   | 228   | 194   | 247   | 250   | 247   | 251   |

График промене броја становника у току последњих година